# カール・フォン・リンネのラップランド探検

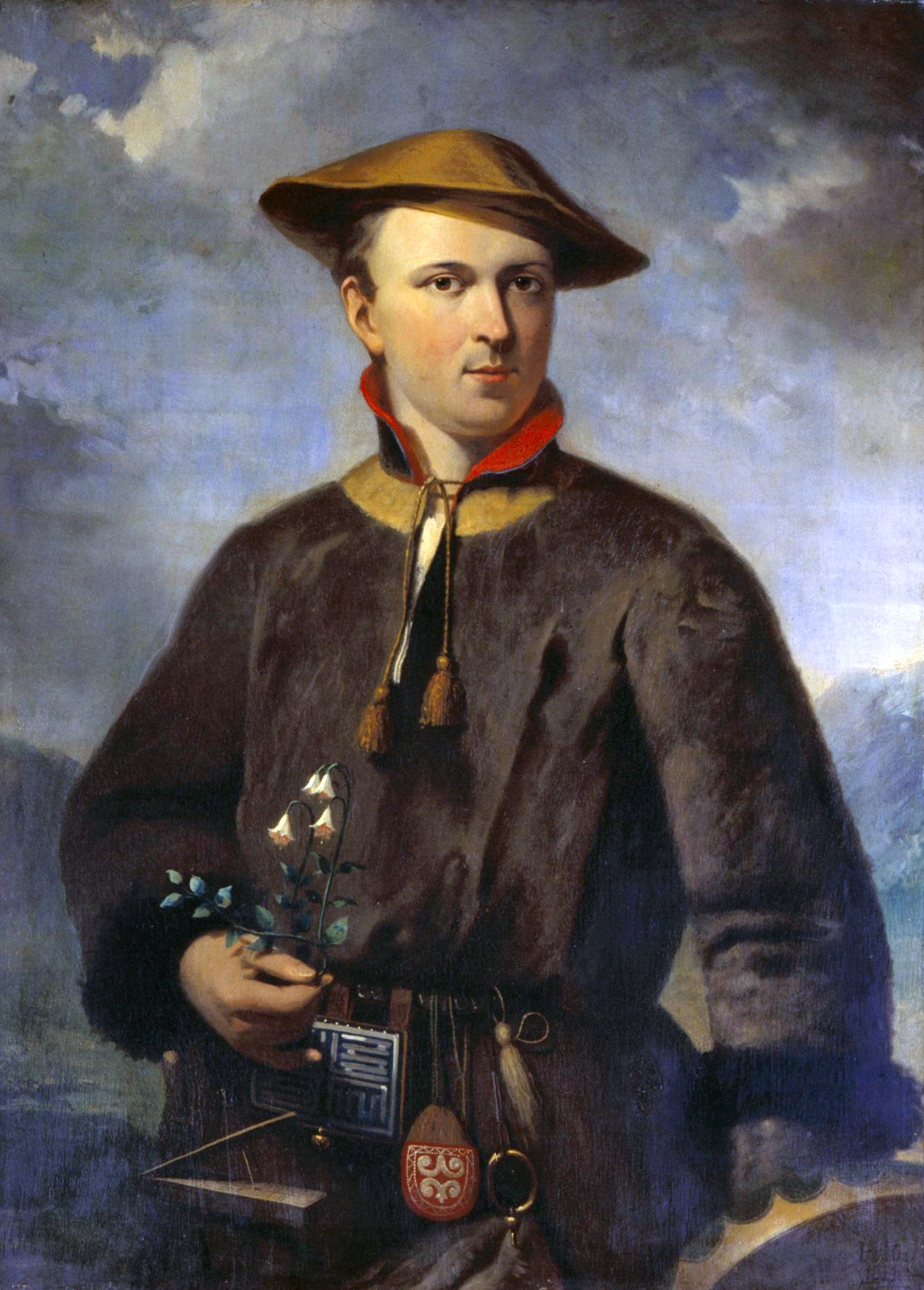
ラップランドのサーミ人の伝統的な衣装をまとい、後に自身の紋章に組み込まれたリンネソウを持つリンネ。

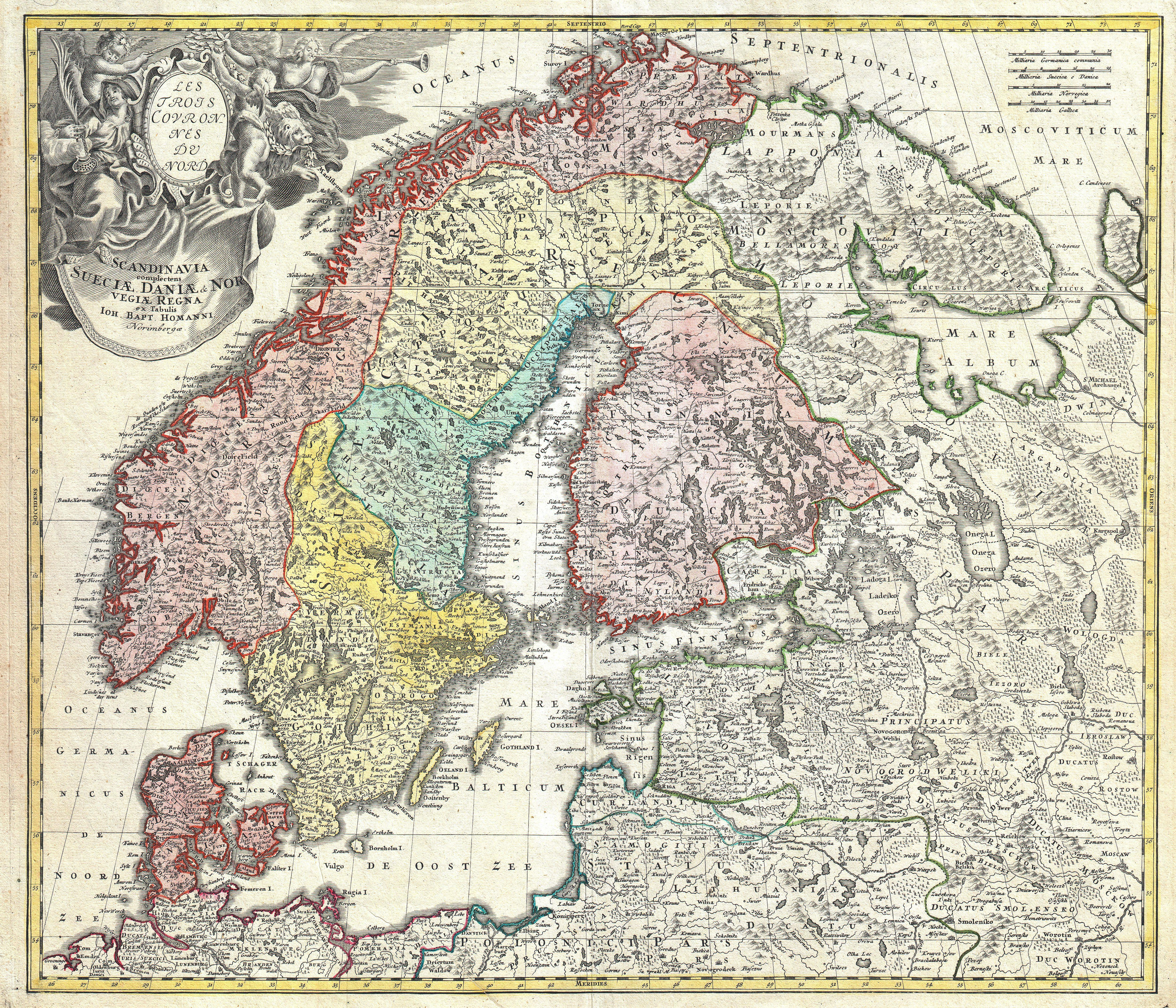
ヨーロッパのスカンディナビア地域を描いたヨハン・ホーマンによる1715年頃の地図（1730年に印刷）、ラップランドは上部中ほどの淡い黄色の部分である。

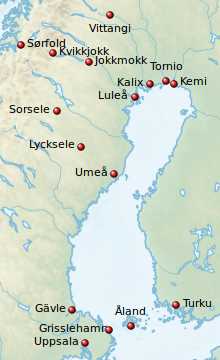
リンネのラップランド探検の経由地

カール・フォン・リンネが1732年に行ったスウェーデン最北部ラップランド探検は、リンネの科学に関する経歴で重要な位置を占めるものである。
リンネはウプサラを出発し、6か月をかけてボスニア湾沿岸部を時計回りに旅し、その旅程でウメオ、ルレオ、トルニオから主な内陸への探検を行った。その観察は命名法や分類学に関するリンネの考えが初めて実用的な方法で用いられた著書『ラップランド植物誌』（1737年）の基礎になった。リンネは探検日誌を記しており、これはリンネの没後に英訳されて、1811年に『ラップランド地方への旅』として初めて出版された。

## 背景
1732年4月、リンネは旅行に対してウプサラのスウェーデン王立科学協会から奨励金を授与された。ウプサラ大学でリンネの指導教授の一人であったオロフ・ルドベックは、1695年にラップランド地方への探検を行ったが、探検の詳細な結果は、7年後の火災で失われた。リンネの希望は、新しい植物や動物、あるいは価値ある鉱物を発見することにあった。スカンディナヴィアの広範囲のツンドラで、トナカイを放牧して生活する漂泊の民である先住のサーミ人の習慣にも好奇心を持っていた。

## ウプサラからウメオに
リンネは5月にウプサラから探検を開始し、日記や植物学の写本と鳥類学の原稿、 植物標本台紙の束を運びながら徒歩と馬で旅した。イェヴレ（後にリンネソウ（Campanula serpyllifolia）として知られる彼のお気に入りの花の群生を発見した場所の近く）を経由してウメオに着くのに11日かかった。時に花や岩を調べる為に馬から降り、特に蘚類や地衣類に（後者はラップランドでは一般的な動物トナカイの主要な食料）関心を持った。

## 最初の内陸への探検
ウメオからリンネは道中の水鳥を調べながらそれまで旅行したよりも更に内陸の町リクセレに向かった。5日後にリクセレに到着し、牧師補夫妻のもとに滞在した。5月末にソルセレを目指しリクセレを発ったが、非常に困難な条件の為にリクミラン（「幸運な湿地」）と呼ばれる場所で引き返さなければならなかった。リクセレで数日を過ごしサーミ人の習慣（例：タフルゲーム）を更に学んだ後、6月上旬にウメオに戻った。

## ウメオからルレオに、そして2回目の内陸への探検
ウメオに戻った後、ボスニア湾沿岸沿いに更に北上し、シェレフテオと旧ピーテオを経て、道中の旧ルレオでサーミ人の女性の帽子を手に入れた。ルレオからルレ川に沿って再度内陸部へ向かい、北極線に位置するヨックモック、クヴィキョク（当時は鉱山町）を通ってスカンディナヴィア山脈に入り、ノルウェーとの国境を越えてショルフォルに至り、レルシュタット近郊へ旅した。その後、ルレオに向かって来た道を約300km戻る旅をした。

## ルレオからトルニオに、そして3回目の内陸への探検とウプサラへの帰還
リンネはさらに沿岸沿いに旅を続け、トルニオ（スウェーデン語でトルネオ）に至った。トルニオは、トルネ川沿いにヴィタンギに至る3回目の内陸探検の起点となった。一時トルニオ地区で時を過ごし、チョリスでは試金について指導を受けた。9月中旬に旅に戻り、ケミを通ってフィンランドの海岸線をトゥルク（スウェーデン語でオーボ）まで旅した。海路オーランド諸島を経て、グリスレハムに到着し、陸路でウプサラに帰還した。

## 結果
多くの植物や鳥、岩を収集し観察しながら10月10日に6か月に及ぶ2,000kmを超える探検から戻った。ラップランドは生物多様性が限定的な地域であったが、リンネは未知の植物100種類を描いた。発見の詳細は、著書『ラップランド植物誌』の基礎となった。
リンネの旅の報告書 Iter Lapponicum は、ジェームズ・エドワード・スミスにより英語に翻訳され、『ラップランド地方への旅』(Lachesis Lapponica: A Tour in Lapland) として1811年に出版された。